# Ludwig Berger (director)
Ludwig Berger (6 de enero de 1892-18 de mayo de 1969) fue un director, guionista y actor cinematográfico de nacionalidad alemana, de origen germano-judío.
Nacido en Maguncia, Alemania, su verdadero nombre era Ludwig Bamberger. Dirigió un total de 36 filmes entre 1920 y 1969, y fue miembro del jurado del sexto Festival Internacional de Cine de Berlín.
Berger también tradujo algunas obras de Shakespeare, como Cymbeline, Hamlet y Timón de Atenas. Su hermano mayor era el escenógrafo Rudolf Bamberger, asesinado en 1945.
Ludwig Berger falleció en Schlangenbad, Alemania, en 1969, a causa de un fallo cardiaco.

## Filmografía

### Director
- 1920 : Der Richter von Zalamea
- 1921 : Der Roman der Christine von Herre
- 1923 : Ein Glas Wasser
- 1923 : Der verlorene Schuh
- 1925 : Cymbeline
- 1925 : El sueño de un vals (Ein Walzertraum)
- 1927 : Der Meister von Nürnberg
- 1928 : Street of Sin
- 1928 : The Woman from Moscow
- 1928 : Sins of the Fathers
- 1929 : Das Brennende Herz
- 1930 : The Vagabond King
- 1930 : The Playboy of Paris
- 1931 : Le Petit café
- 1932 : Ich bei Tag und du bei Nacht
- 1932 : À moi le jour, à toi la nuit
- 1933 : La Guerre des valses
- 1933 : Walzerkrieg
- 1933 : Early to Bed
- 1937 : Pygmalion
- 1938 : Trois Valses
- 1940 : Ergens in Nederland
- 1940 : The Thief of Bagdad
- 1950 : Ballerina
- 1957 : Der Tod des Sokrates (telefilm)
- 1958 : Viel Lärm um nichts (telefilm)
- 1958 : Wie es euch gefällt (telefilm)
- 1960 : Die Nacht in Zaandam (telefilm)
- 1961 : Hermann und Dorothea (telefilm)
- 1969 : Demetrius (telefilm)

### Guionista
- 1920 : Der Richter von Zalamea
- 1921 : Der Roman der Christine von Herre
- 1923 : Ein Glas Wasser
- 1923 : Der verlorene Schuh
- 1927 : Königin Luise, 1. Teil - Die Jugend der Königin Luise
- 1927 : Der Meister von Nürnberg
- 1928 : Königin Luise, 2. Teil
- 1937 : Pygmalion
- 1940 : Ergens in Nederland
- 1950 : Ballerina
- 1957 : Stresemann
- 1957 : Der Tod des Sokrates (telefilm)
- 1958 : Viel Lärm um nichts (telefilm)
- 1958 : Wie es euch gefällt (telefilm)
- 1960 : Die Nacht in Zaandam (telefilm)

### Actor
- 1959 : So weit die Füße tragen, serie TV
- 1959 : Gangsterjagd in Lederhosen

### Productor
- 1930 : The Playboy of Paris
- 1931 : Le Petit Café